# Citerne de Philoxenos

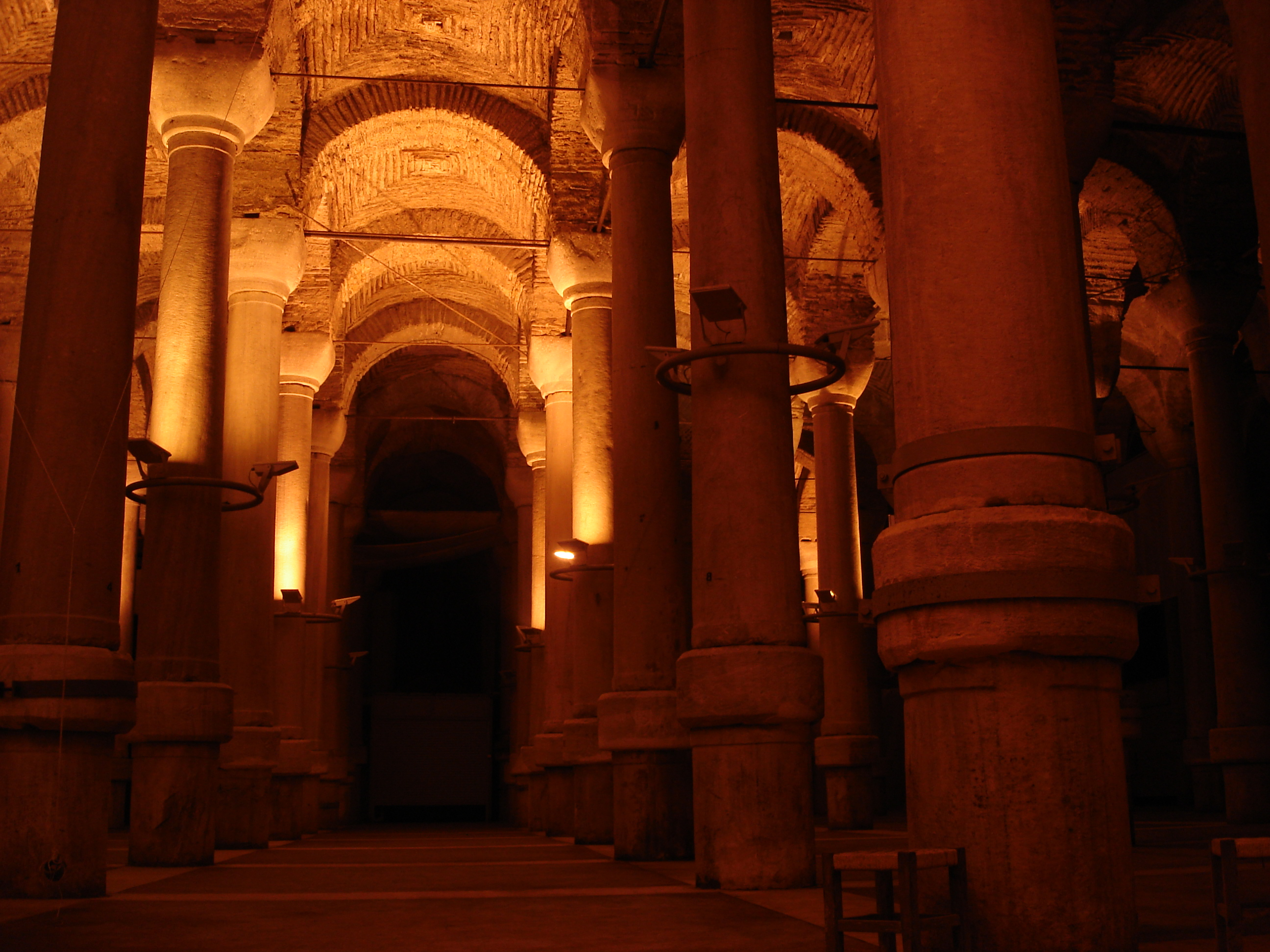
L’intérieur de la citerne.

Le citerne de Philoxenos ou de Birbindirek est une citerne souterraine située entre le Forum de Constantin et l’Hippodrome de Constantinople à Istanbul, dans l’actuel quartier de Sultanahmet. Elle est toujours visitable et a été réhabilitée pour accueillir les touristes.
Elle fut construite sous un palais longtemps identifié à tort au palais de Lausos au IVe siècle. D'une surface de 3 640 m2 (64 × 56,4 m), elle pouvait stocker près 40 000 m3 d’eau. Elle se présente comme une vaste salle hypostyle, couverte d'une série de voûtes d'arêtes. Ses 224 colonnes de marbre de Proconnèse (16 × 14) de 14 à 15 mètres de haut sont en fait composées de deux colonnes superposées réunies par une bague de marbre.
Le sol de la citerne a été consolidé afin de la renforcer, de sorte que seule la colonne supérieure et un court tronçon de la colonne inférieure sont encore visibles. Une partie de l'élévation originelle est toutefois conservée près de l’entrée. La plupart des colonnes, mais aussi des chapiteaux, ainsi que certaines bases portent des marques de tâcheron (monogrammes ou abréviations de deux ou trois lettres grecques)
La citerne fut restaurée quand le palais fut complètement détruit au VIe siècle. Après la conquête de la ville par les Ottomans en 1453, la citerne tomba dans l’oubli et fut redécouverte quand Fazli Pasa construisit sa demeure au-dessus au XVIIe siècle.
Son nom turc, « Binbirdirek », signifie « 1 001 colonnes », bien que ce nombre ne soit « que » de 224.